# Franz Marc
Franz Marc, né le 8 février 1880 à Munich et mort le 4 mars 1916 à Braquis, près de Verdun, est l'un des principaux représentants de l'expressionnisme allemand. Peintre animalier, graveur, pastelliste, aquarelliste, lithographe, écrivain, il a fait partie du groupe Le Cavalier bleu.

## Biographie
Franz Moritz Wilhelm naît le 8 février 1880 à Munich, d’un père peintre et professeur, Wilhelm Marc, et de Sophie Maurice. Son éducation protestante lui confère un point de vue très ouvert sur la vie. Il prendra différentes orientations, notamment celles de pasteur ou de philosophe, avant de se décider pour la peinture.
Il entre à l’Académie des beaux-arts de Munich, mais l'atmosphère y est trop étouffante à son goût et il n'y restera pas. Il fait la rencontre de plusieurs peintres animaliers en 1905, dont Jean-Bloé Niestlé (de). Les animaux deviennent son sujet de prédilection. Il fait ses premières esquisses de cheval dès cette année. Il rencontre Marie Schnür, peintre, qu'il épouse en 1907, adoptant le fils de celle-ci, Klaus, qu'elle avait eu avec Angelo Jank. Il se sépare de sa femme et se marie ensuite avec l'artiste peintre Maria Franck, en 1911.
En 1907, il redécouvre Paris (après un premier séjour dans sa jeunesse) et l'art de Van Gogh et de Gauguin. Sa palette s’éclaircit et, en 1909, grâce à sa rencontre avec August Macke, il commence à se faire connaître et entre en contact avec de nombreux artistes, ainsi qu'avec le collectionneur Bernhard Koehler. Il s'installe, à partir de 1910, à Indersdorf, près de Dachau.
En 1911, il rencontre Marianne von Werefkin, Alexi von Jawlensky, Gabriele Münter et Wassily Kandinsky avec qui il crée Der Blaue Reiter, rassemblement de peintres d'avant-garde. Il abandonne la peinture en plein air et sa palette se fait de plus en plus subjective. Il commence à peindre, dès cette année, ses célèbres Cheval bleu qui inspirent le titre du fameux almanach Le Cavalier bleu, ouvrage fondateur du groupe d'artistes qu'il a engendré. Puis en 1912, influencé par une exposition consacrée au futurisme italien et par les tableaux de Robert Delaunay, il se tourne vers l'abstraction, sa première œuvre entièrement de ce style étant Composition I, peint en décembre 1913.
En 1914, il se porte comme volontaire sur le front où il travaille encore et toujours dans un petit carnet et se complaît dans le dessin abstrait. Il est touché par un éclat d'obus lors d'une chevauchée de reconnaissance et meurt en mars 1916, à Braquis, près de Verdun, sans avoir vraiment terminé son cheminement. Il sera inhumé temporairement à Gussainville, puis à Kochel am See, arrondissement de Bad Tölz-Wolfratshausen en Bavière, où est établi un musée qui lui est consacré.

## Œuvres
Son cheminement se divise en trois étapes, allant du figuratif à l’abstrait. La partie de son œuvre la mieux connue est consacrée aux représentations animalières (essentiellement chevaline), où son thème est la force vitale de la nature. Il associe à l’animal des qualités — le bon, le vierge, le beau et le vrai — qu’il ne rencontre pas chez l’homme. Il occulte toute représentation humaine au profit de l’animal et le paysage n’est plus que l’espace vital dans lequel ce dernier évolue. Il essaye de peindre la façon dont l’animal voit le monde par une simplification formelle et chromatique des choses pour en représenter « l’être absolu ». Il attribue à chaque couleur une signification ; le bleu pour le masculin austère et le spirituel ; le jaune pour le féminin, doux et gai, et le rouge comme couleur de la violence combattue par les deux premières.
Son cheminement du figuratif à l’abstrait se fait de manière très progressive — purification des lignes, fond du tableau ne représentant plus un paysage mais des aplats colorés, puis libération de la couleur du sujet principal (Cheval bleu) avec simplification géométrique —, entre 1903 à 1914, ce qui aura constitué un long parcours (11 ans) par rapport à sa courte vie (36 ans).
- 1909 : Jument avec poulain, collection particulière
- 1910 : Les Chevaux bleus, musée d'art moderne et d'art contemporain de Liège[4]
- 1910 : Cheval dans le paysage, Essen, musée Folkwang[5]
- 1911 : Cheval bleu I, musée Lenbachhaus de Munich[6]
- 1911 : Cheval bleu, Kunstmuseum (Berne)[7]
- 1911 : Les Petits Chevaux bleus, collection particulière, Hambourg[8]
- 1911 : La Vache jaune, musée Guggenheim de New York[8]
- 1911 : Renard (ou Renard bleu-noir), Wuppertal, musée Von der Heydt[8]
- 1912 : Les Biches rouges, Kunstmuseum (Bâle)
- 1912 : Le Chien blanc ou Le Chien face au monde, Zürich, Fondation et Collection Emil G. Bührle[9]
- 1912 : Jument avec poulains, Zürich, Fondation et Collection Emil G. Bührle[9]
- 1912 : Chat sur le coussin jaune, huile sur papier (60 × 49 cm), Halle, Museum Moritzburg
- 1913 : Le Destin des animaux, Kunstmuseum (Bâle)
- 1913 : Les Petits Chevaux jaunes, Munich, Pinakothek der Moderne[10]
- 1913 : Gazelles, collection particulière, Krefeld[8]
- 1913 : Cheval rêvant, aquarelle, musée Guggenheim de New York[8]
- 1913 : Le Mandrill, Munich, Pinakothek der Moderne[8]
- 1913 : Trois chevaux II, Berlin. Neue Nationalgalerie[11]
- 1913 : Le Malheureux Pays du Tyrol, musée Guggenheim de New York[12]
- 1913 : Taureau couché, Essen, musée Folkwang[12]
- 1914 : Paysage avec une maison, un chien et un bœuf, collection Merzbacher, Küsnacht[13]
- 1914 : Formes combattantes, Munich, Pinakothek der Moderne[14]
- 1914 : Écuries, musée Guggenheim de New York[8]
- 1914 : Petite composition III, Hagen, Musée Karl Ernst Osthaus[8]
- 1914 : Tyrol, Munich, Pinakothek der Moderne[8]
- 1914 : Forme défilante, Essen, musée Folkwang[5]

### Galerie

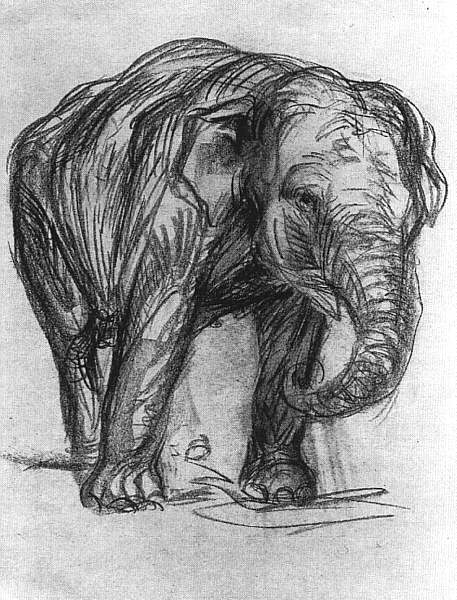
Éléphant, 1907, craie, Kunsthalle de Hambourg (Hambourg).
Springende Fohlen (Jeunes poulains), 1909, collection particulière.
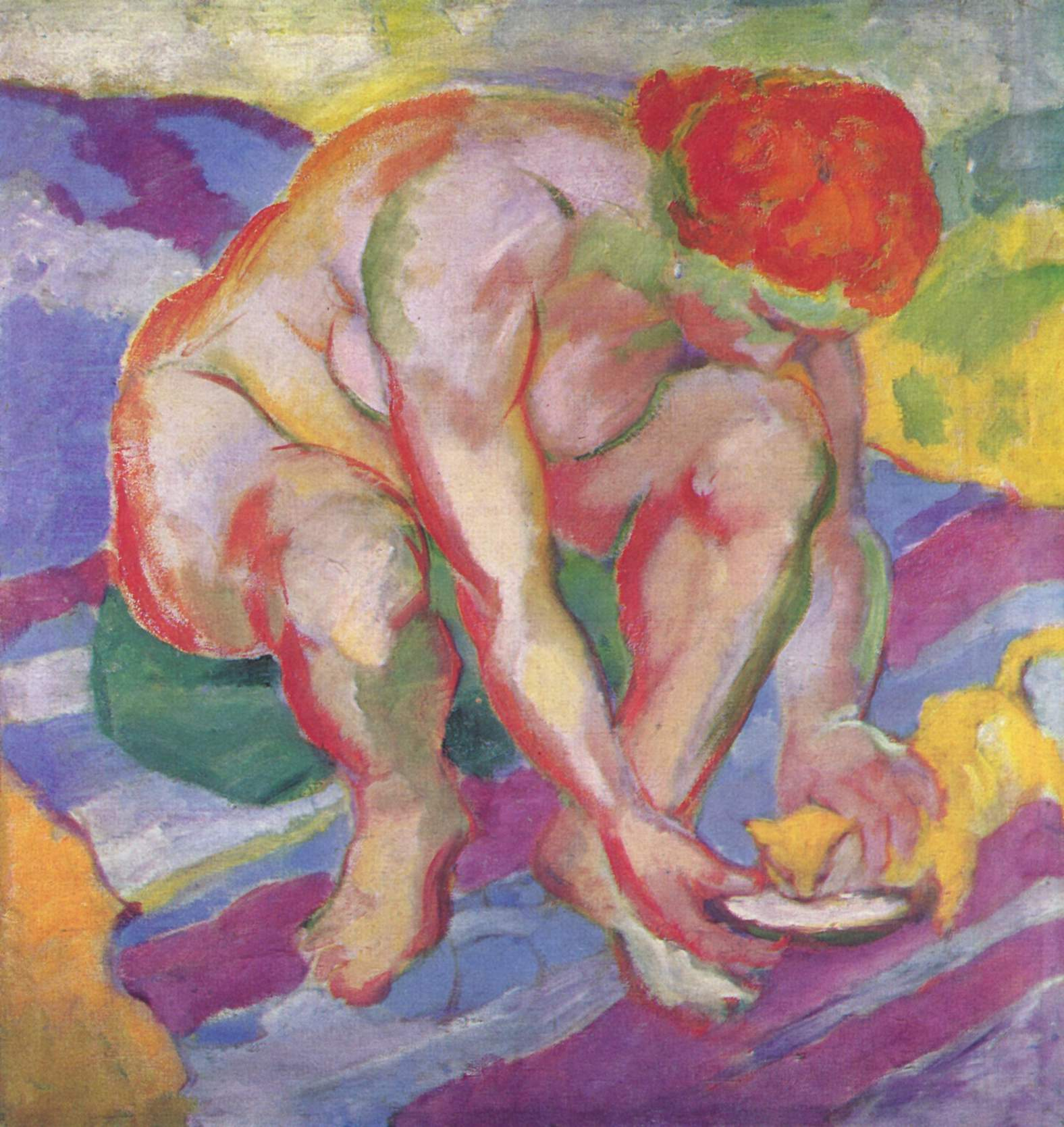
Akt mit Katze (Nu au chat), 1910, huile sur toile (86,5 × 81,5 cm), musée Lenbachhaus de Munich (Munich).
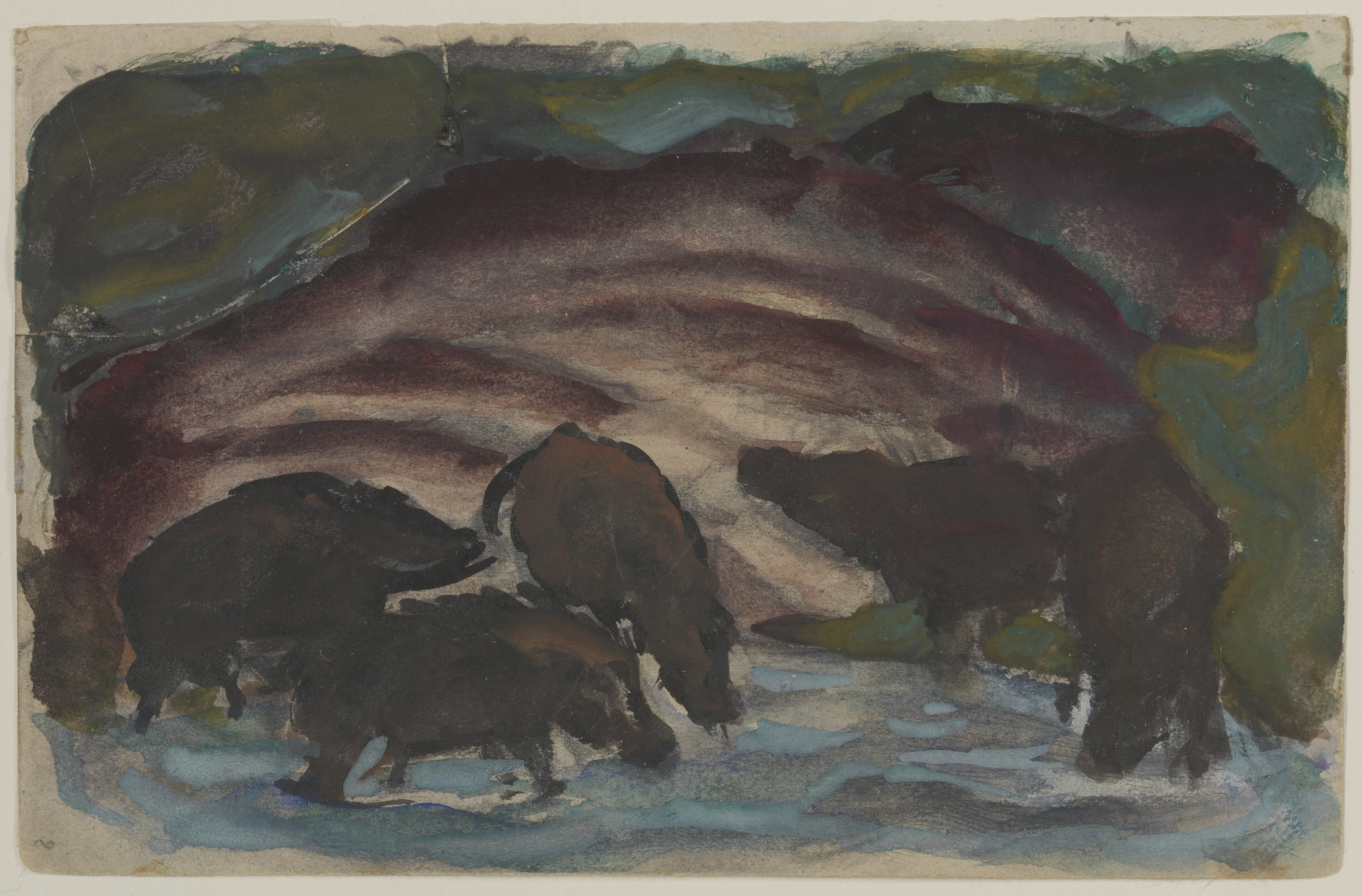
Wildschweine am Wasser, 1910-1911, aquarelle, gouache et encre sur papier (10,2 × 15,9 cm), musée Solomon R. Guggenheim (New York).
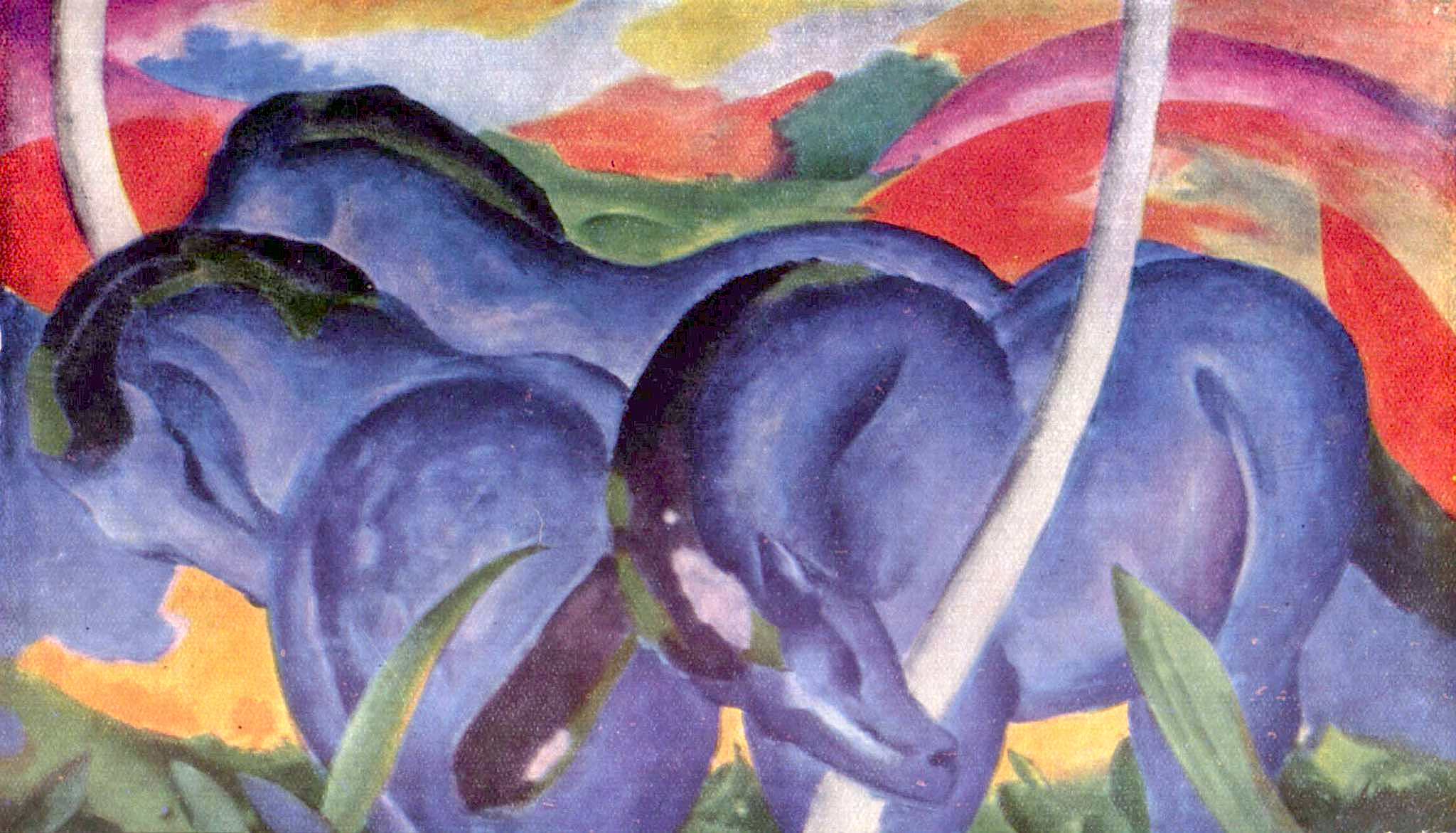
Die großen blauen Pferde (Les Grands Chevaux bleus), 1911, huile sur toile (105,73 × 181,13 cm), Walker Art Center, Minneapolis.
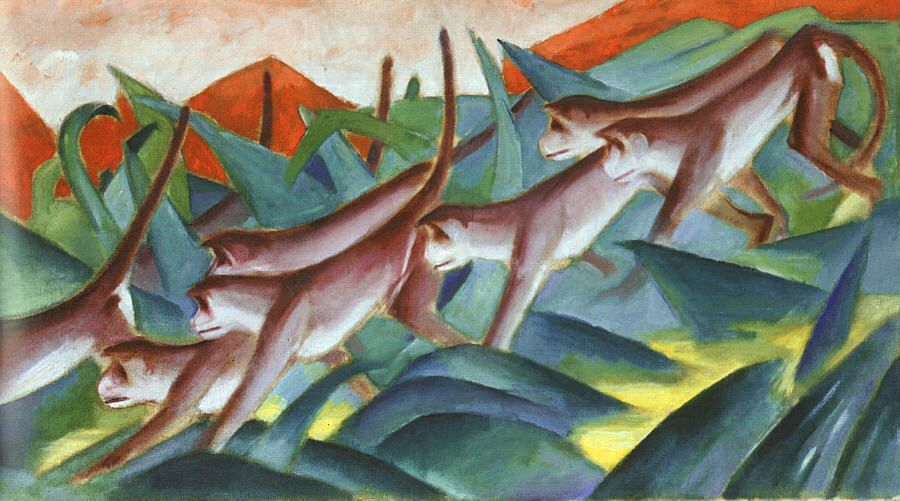
Affenfries (Monkey Fries), 1911, huile sur toile (135 × 76 cm), Kunsthalle de Hambourg (Hambourg).
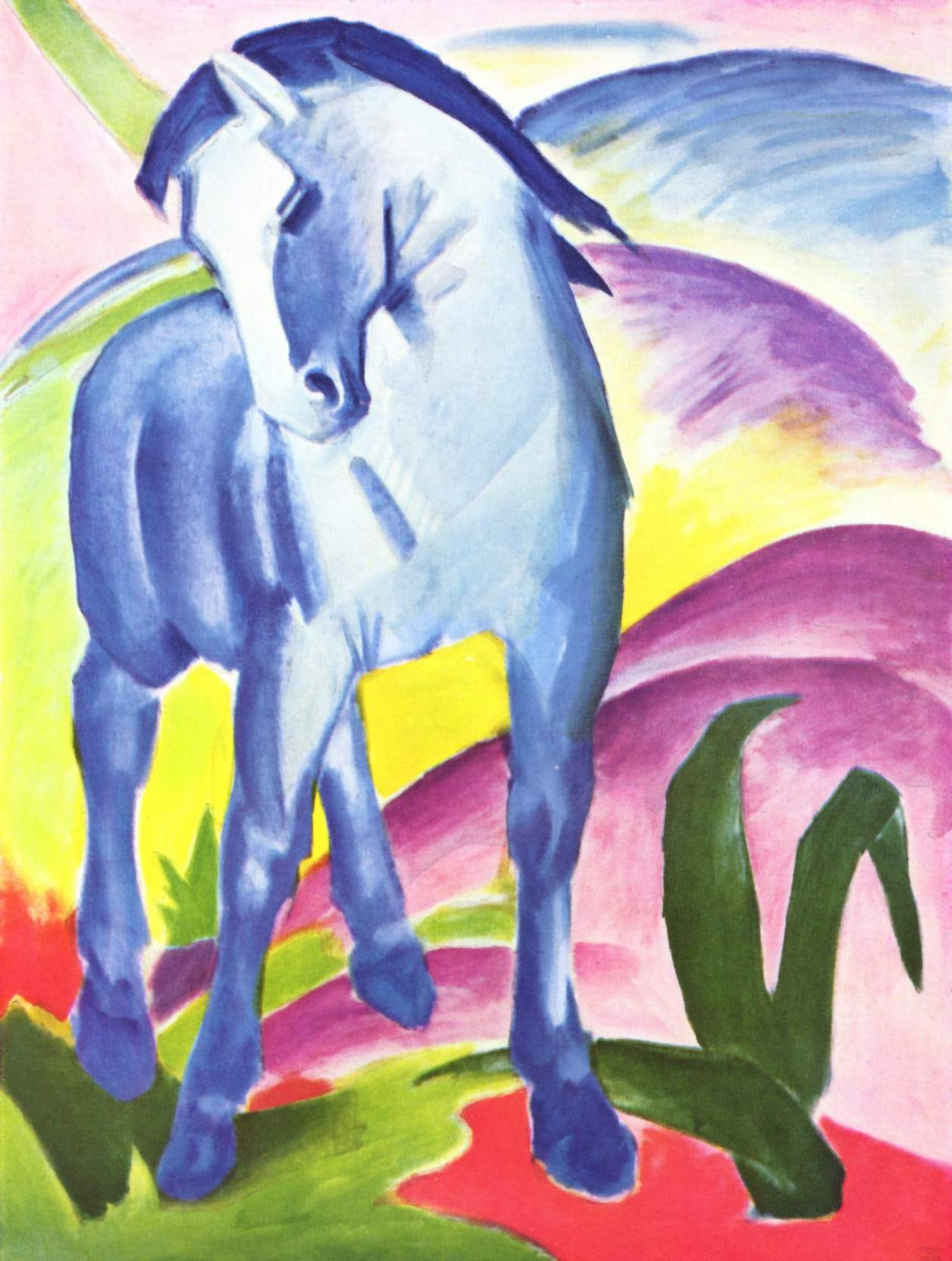
Blaues Pferd I (Cheval bleu I), 1911, huile sur toile (112 × 84,5 cm), Musée Lenbachhaus de Munich (Munich).
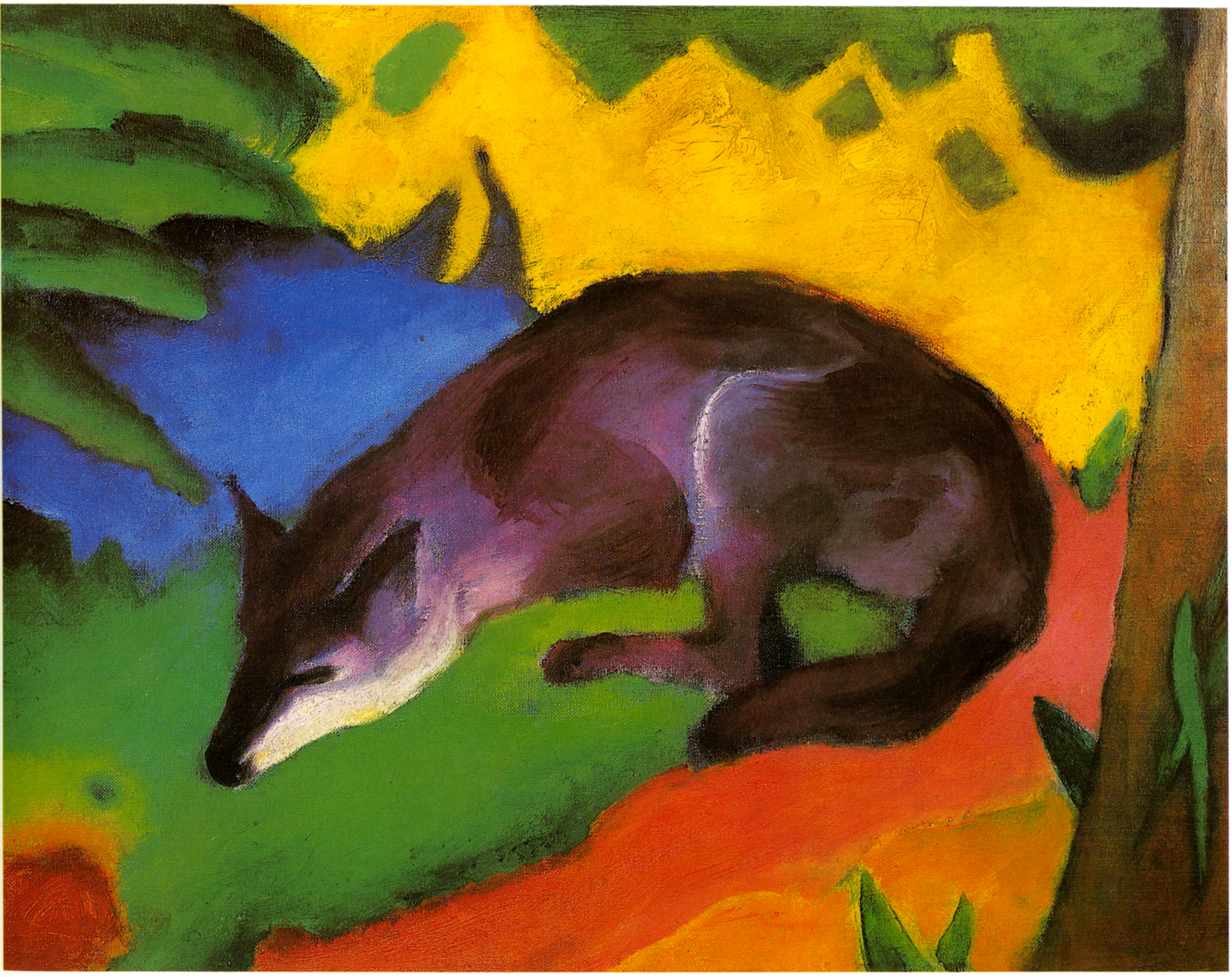
Blauschwarzer Fuchs (Le Renard bleu-noir), 1911, huile sur toile (63,5 × 50 cm), Von der Heydt Museum (Wuppertal).
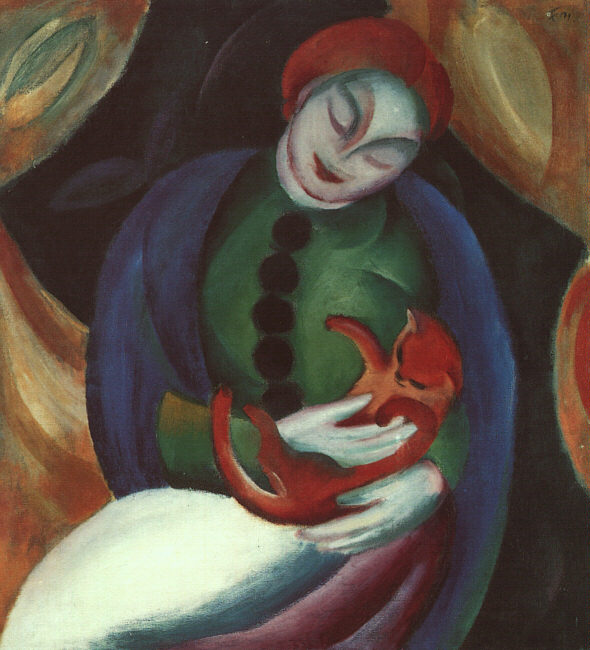
Mädchen mit Katze II (Jeune Fille avec chat II), 1912, huile sur toile (71,5 × 66,5 cm), Franz Marc Museum (Kochel am See).
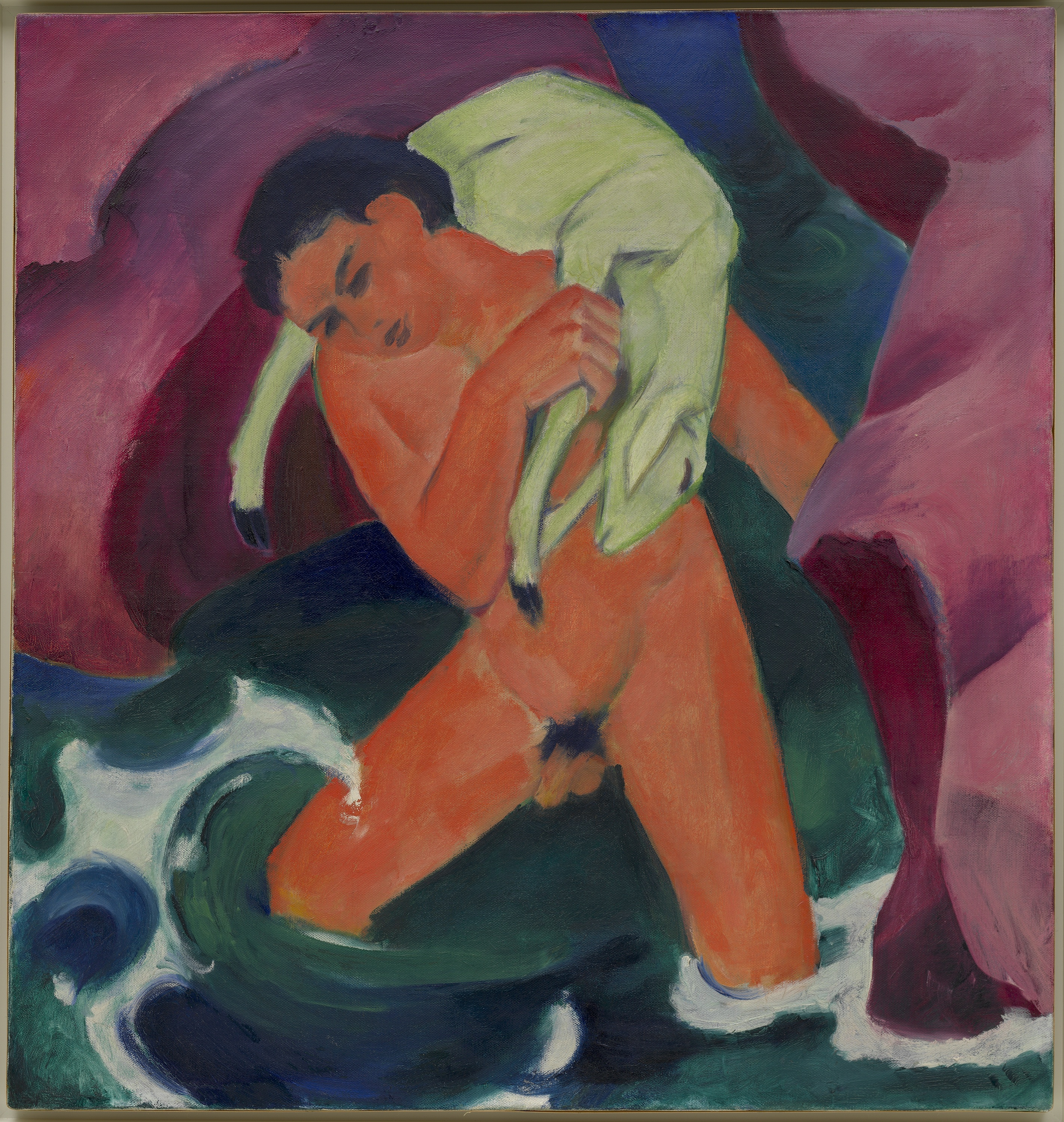
Knabe mit Lamm; Der gute Hirte, 1911, huile sur toile (88 × 83,8 cm), musée Solomon R. Guggenheim (New York).
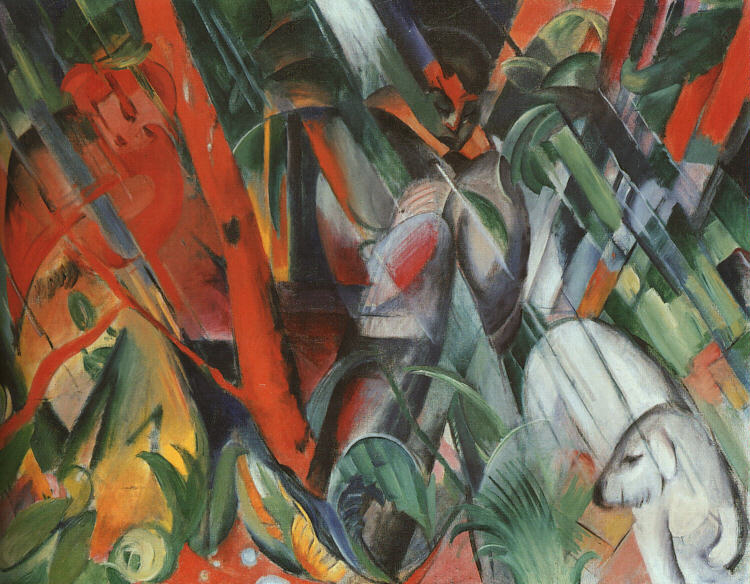
Im Regen (Sous la pluie), 1912, huile sur toile (81,5 × 106 cm), musée Lenbachhaus de Munich (Munich).
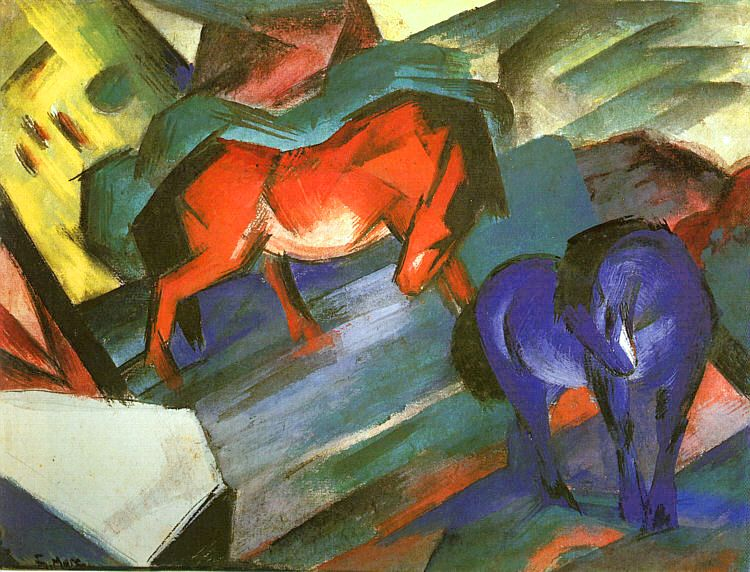
Rotes und Blaues Pferd (Cheval rouge et Cheval bleu), 1912, musée Lenbachhaus de Munich (Munich).
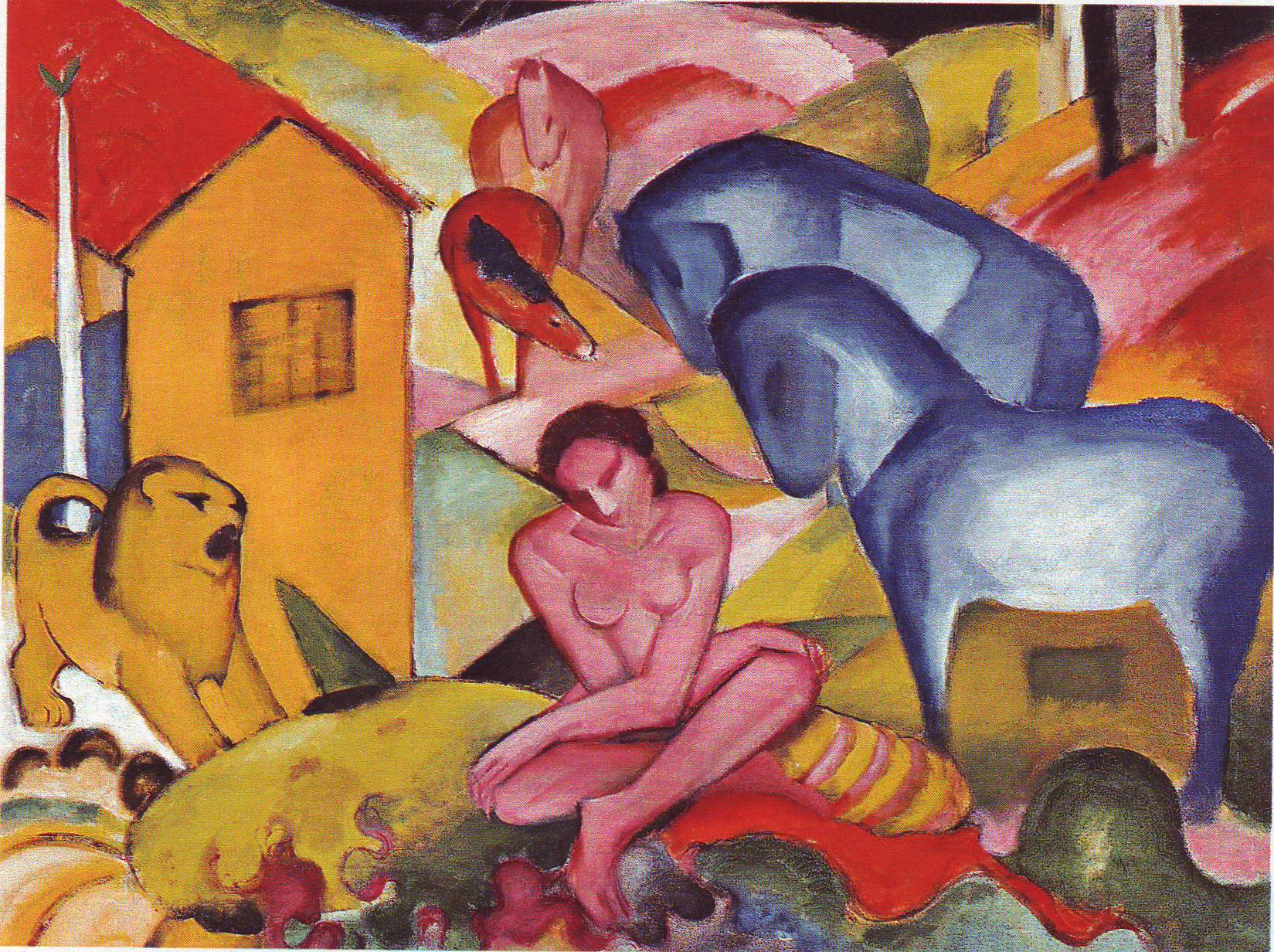
Der Traum (Le Rêve), 1912, huile sur toile (136 × 101 cm), musée Thyssen-Bornemisza (Madrid).
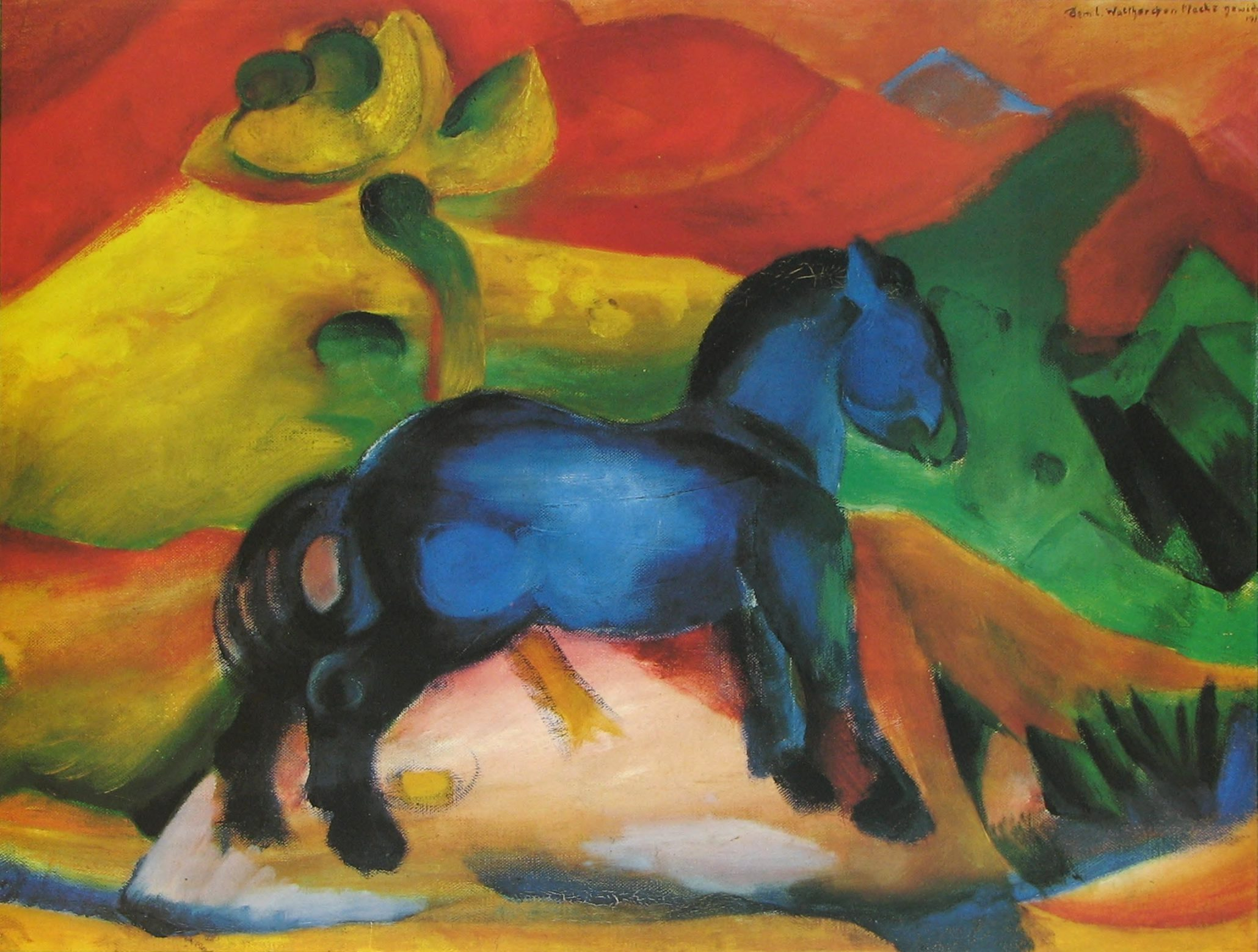
Das blaue Pferdchen (Le Cheval bleu), 1912, huile sur toile (58 × 73 cm), musée de la Sarre (Sarrebruck).
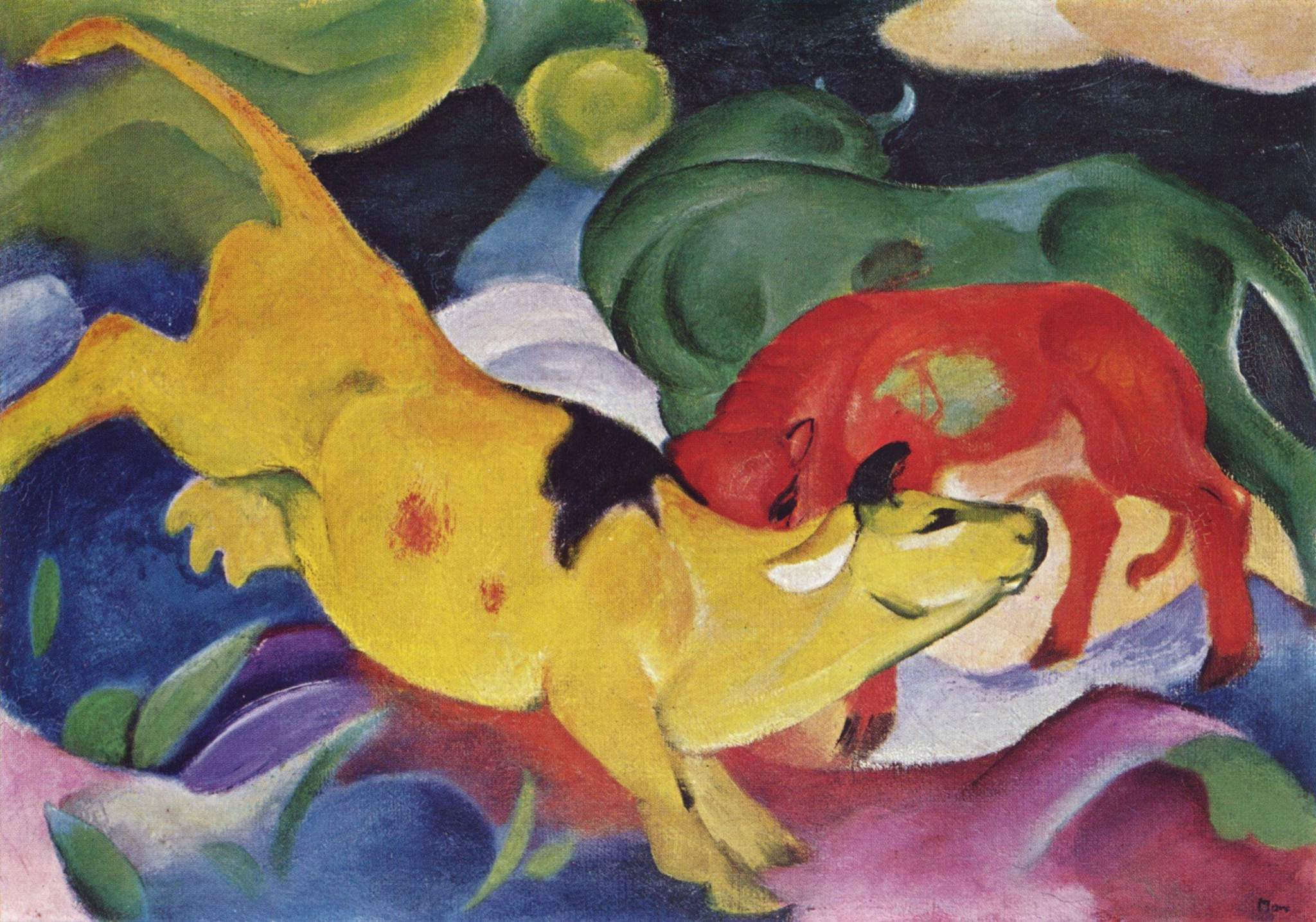
Kühe-rot, grün, gelb, 1912, huile sur toile (62 × 88 cm), musée Lenbachhaus de Munich (Munich).
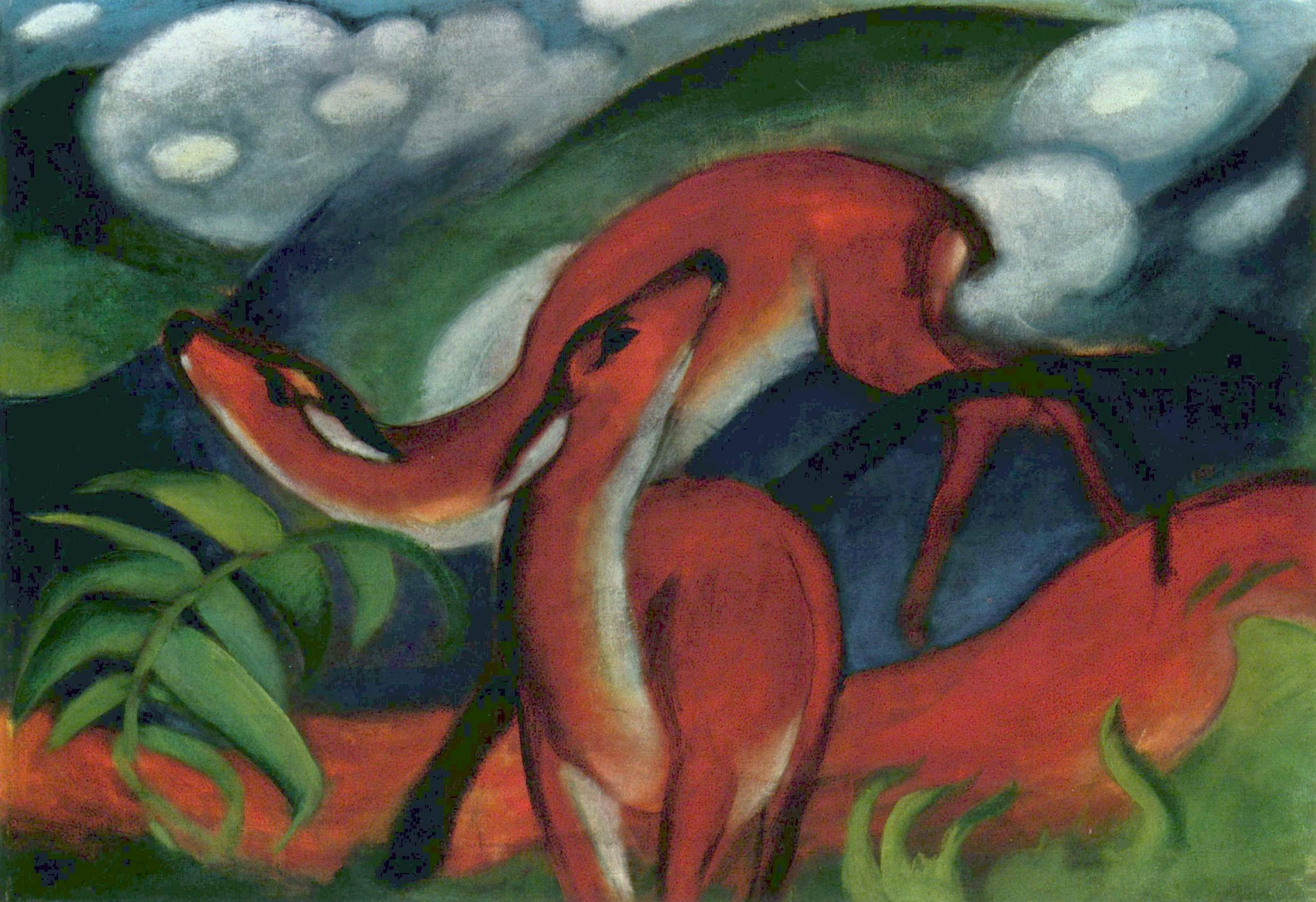
Rote Rehe II, 1912, huile sur toile (70 × 100 cm), Neue Pinakothek (Munich).
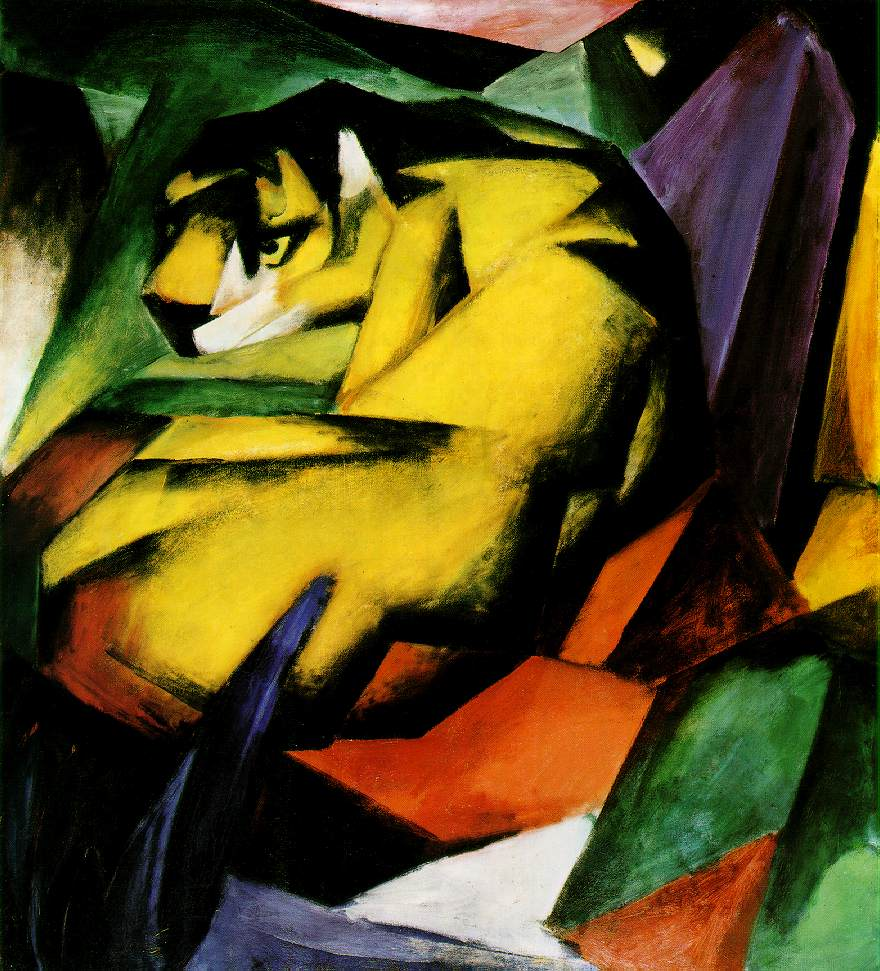
Tiger (Tigre), 1912, huile sur toile (109 × 99 cm), Lenbachhaus (Munich).
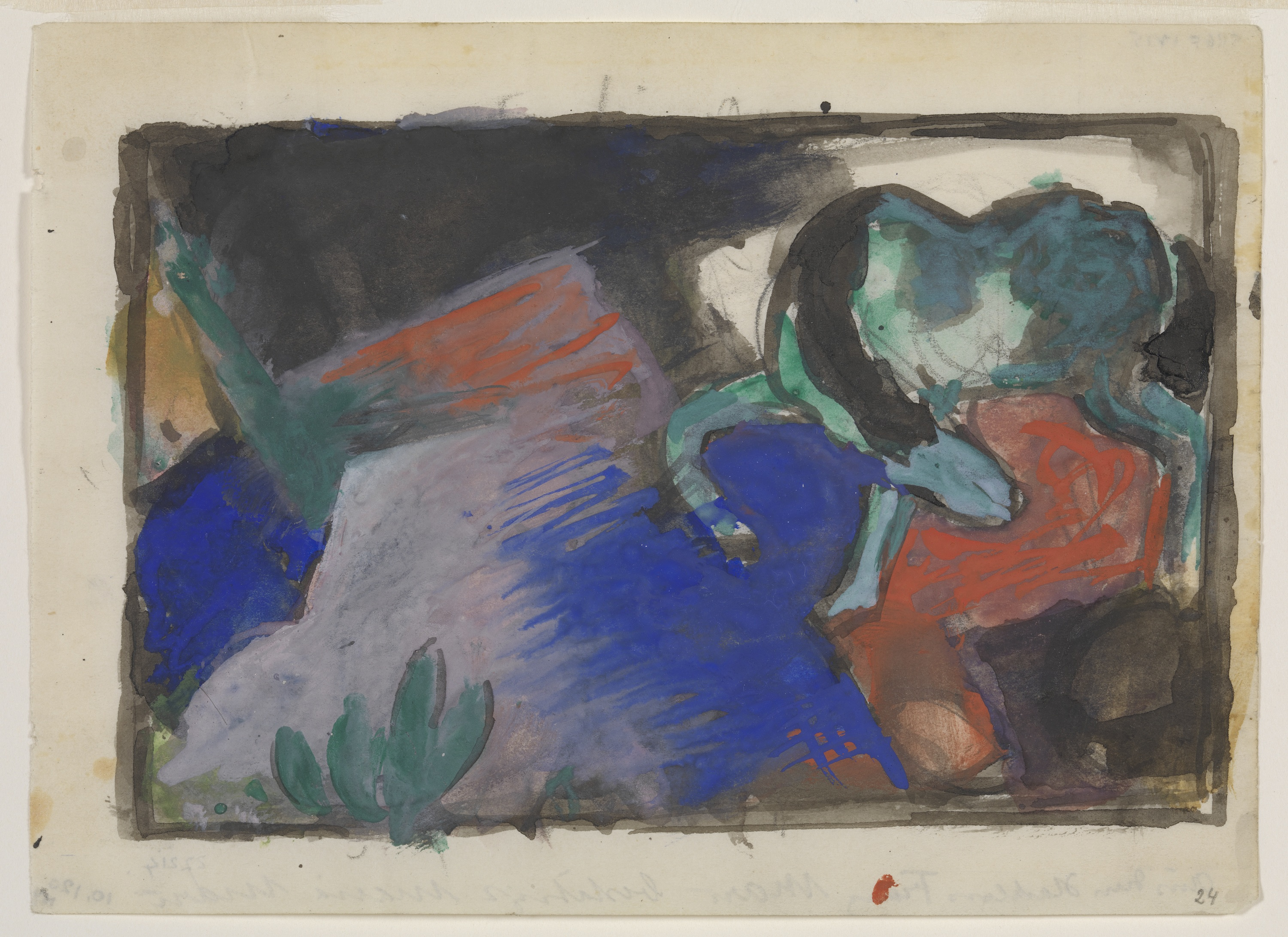
Grünes Pferd in Landschaft, 1912, aquarelle, gouache et crayon graphite sur papier (9,2 × 14,3 cm), musée Solomon R. Guggenheim (New York).
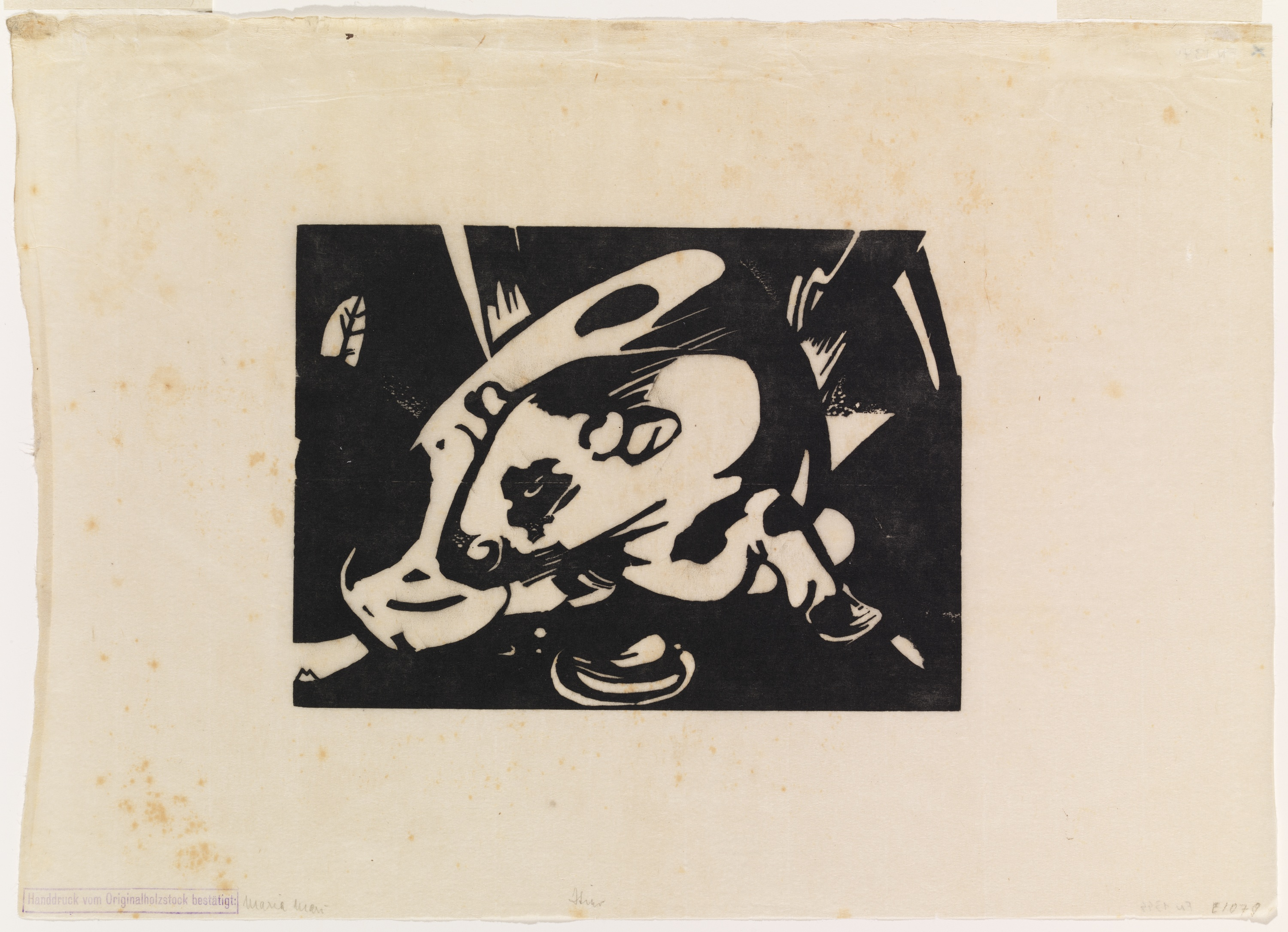
Der Stier, vers 1912, xylographie (15,8 × 21,6 cm), musée Solomon R. Guggenheim (New York).
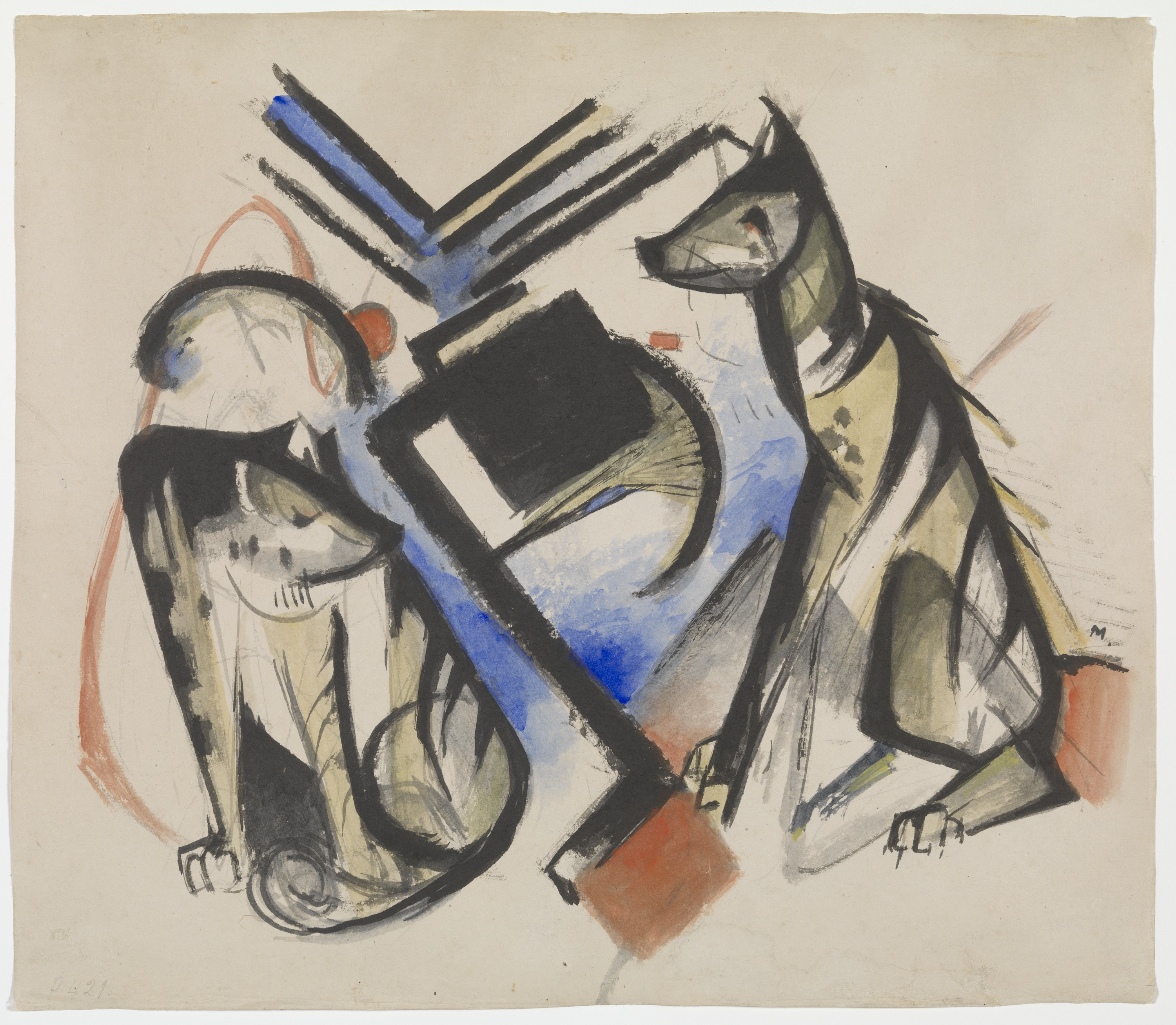
Zwei Wölfe, 1913, aquarelle et encre sur papier (39,3 × 45 cm), musée Solomon R. Guggenheim (New York).
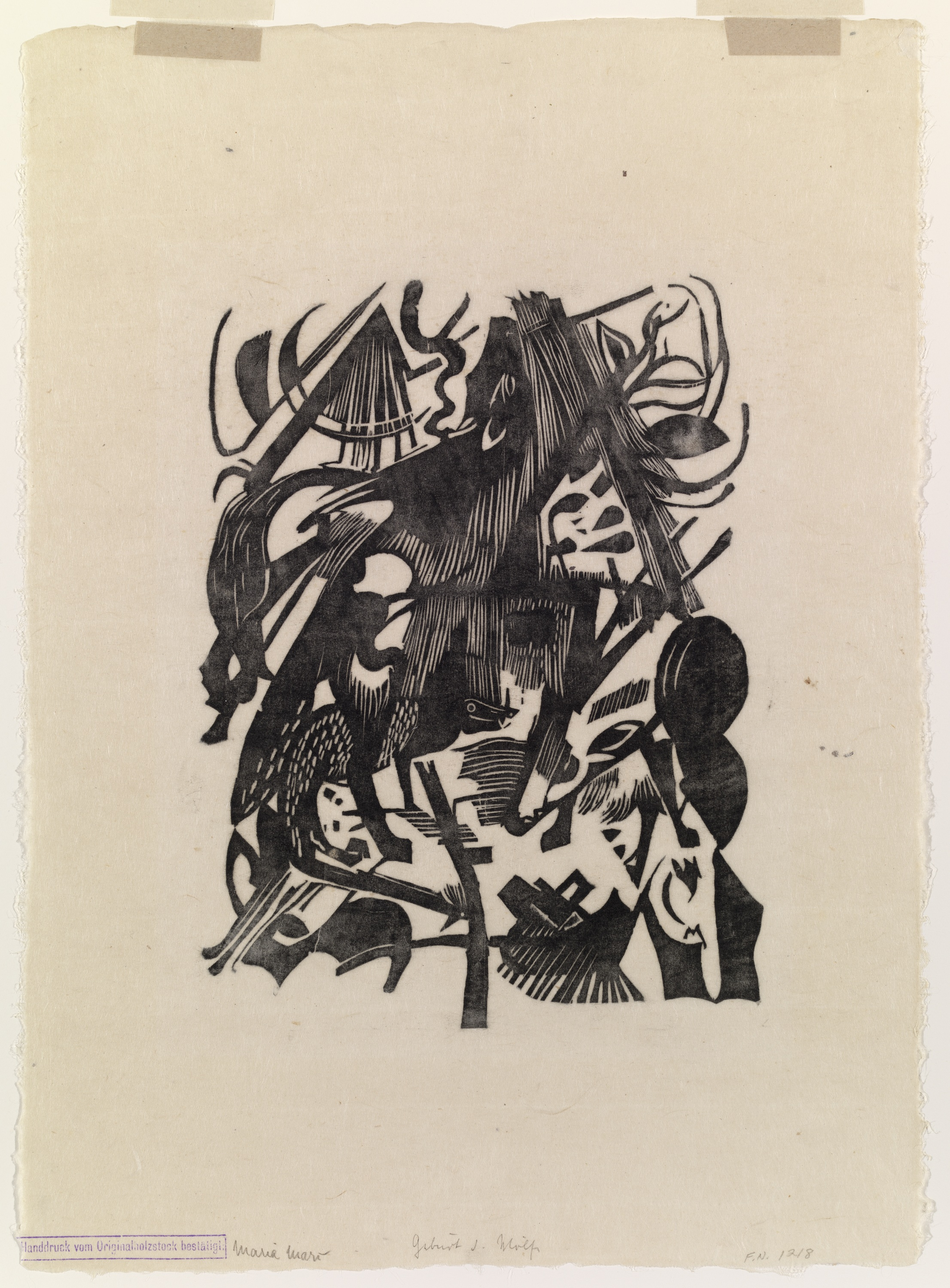
Geburt der Wölfe, 1913, xylographie (24,4 × 18,4 cm), musée Solomon R. Guggenheim (New York).
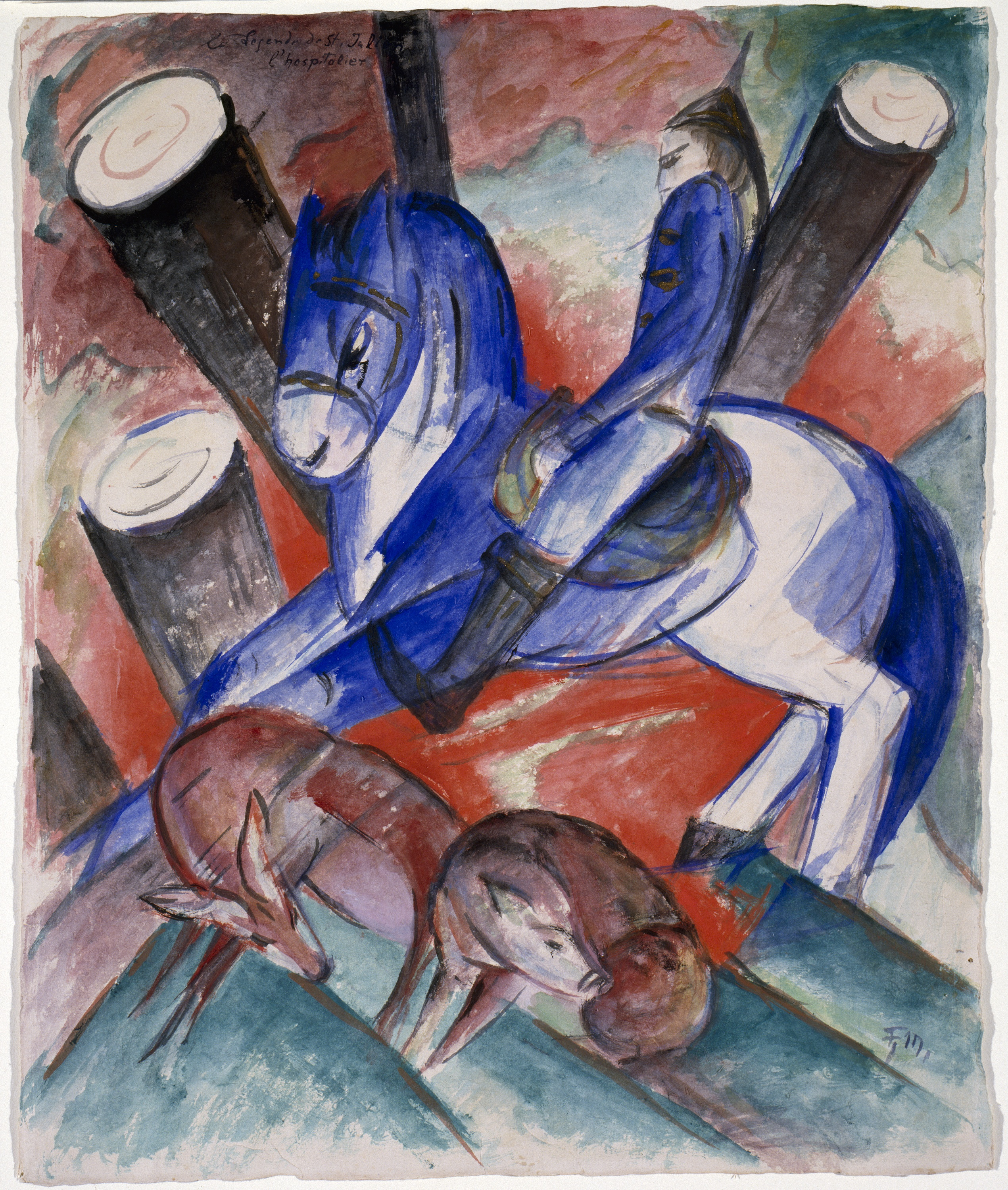
St. Julien l'Hospitalier, 1913, aquarelle, gouache et poudre de bronze sur papier (46 × 40,2 cm), musée Solomon R. Guggenheim (New York).
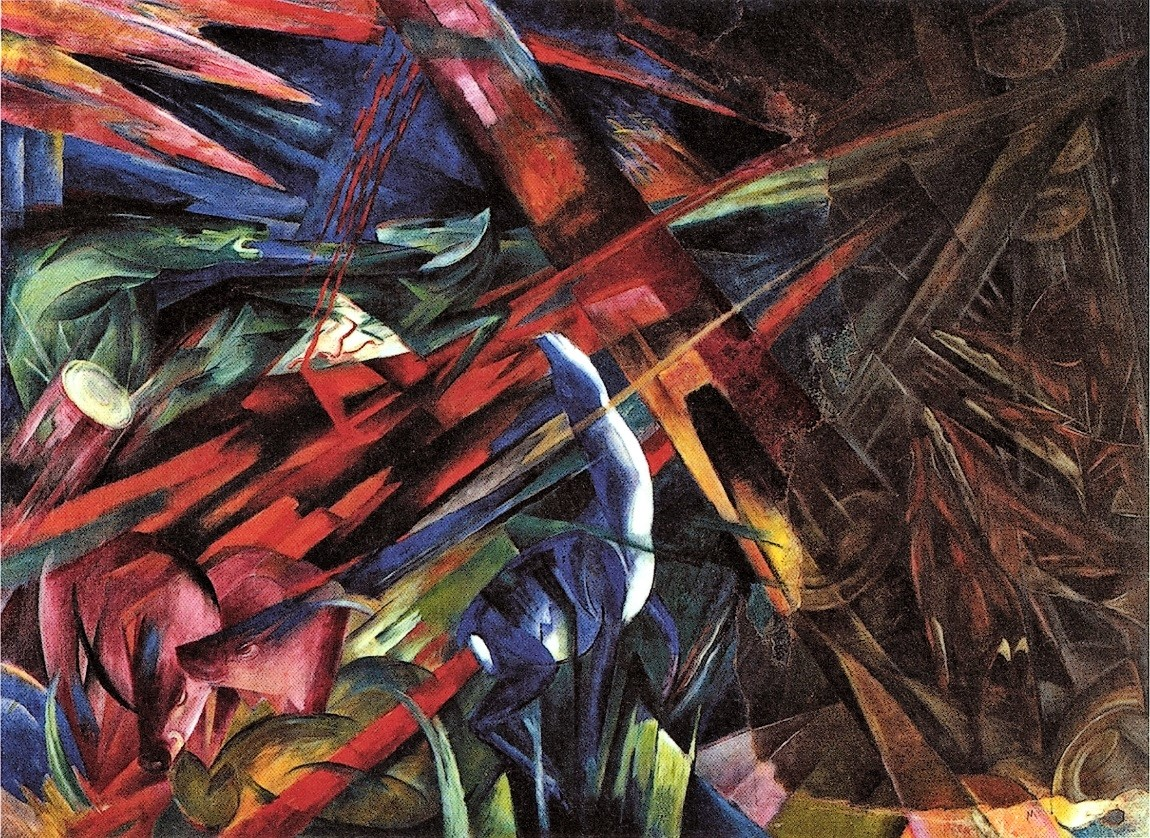
Tierschicksale (Le Destin des animaux), 1913, huile sur toile (196 × 266 cm), Kunstmuseum (Bâle).
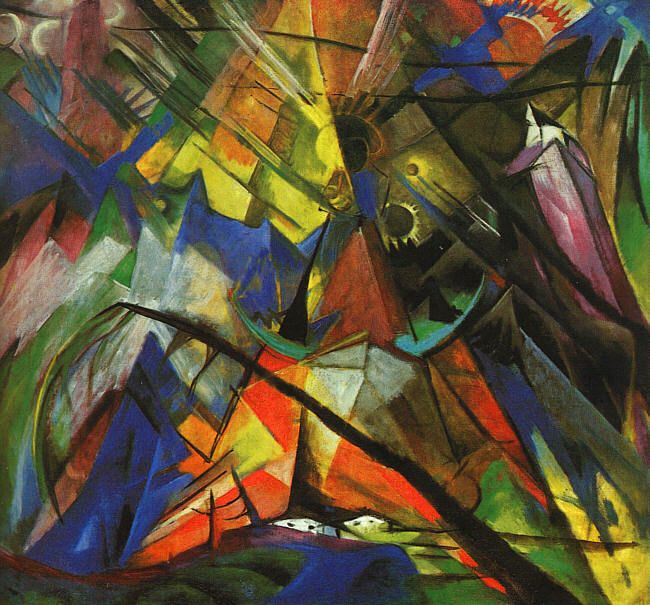
Tirol (Tyrol), 1914, huile sur toile (135,7 × 144,5 cm), Galerie nationale d'art moderne (Munich).
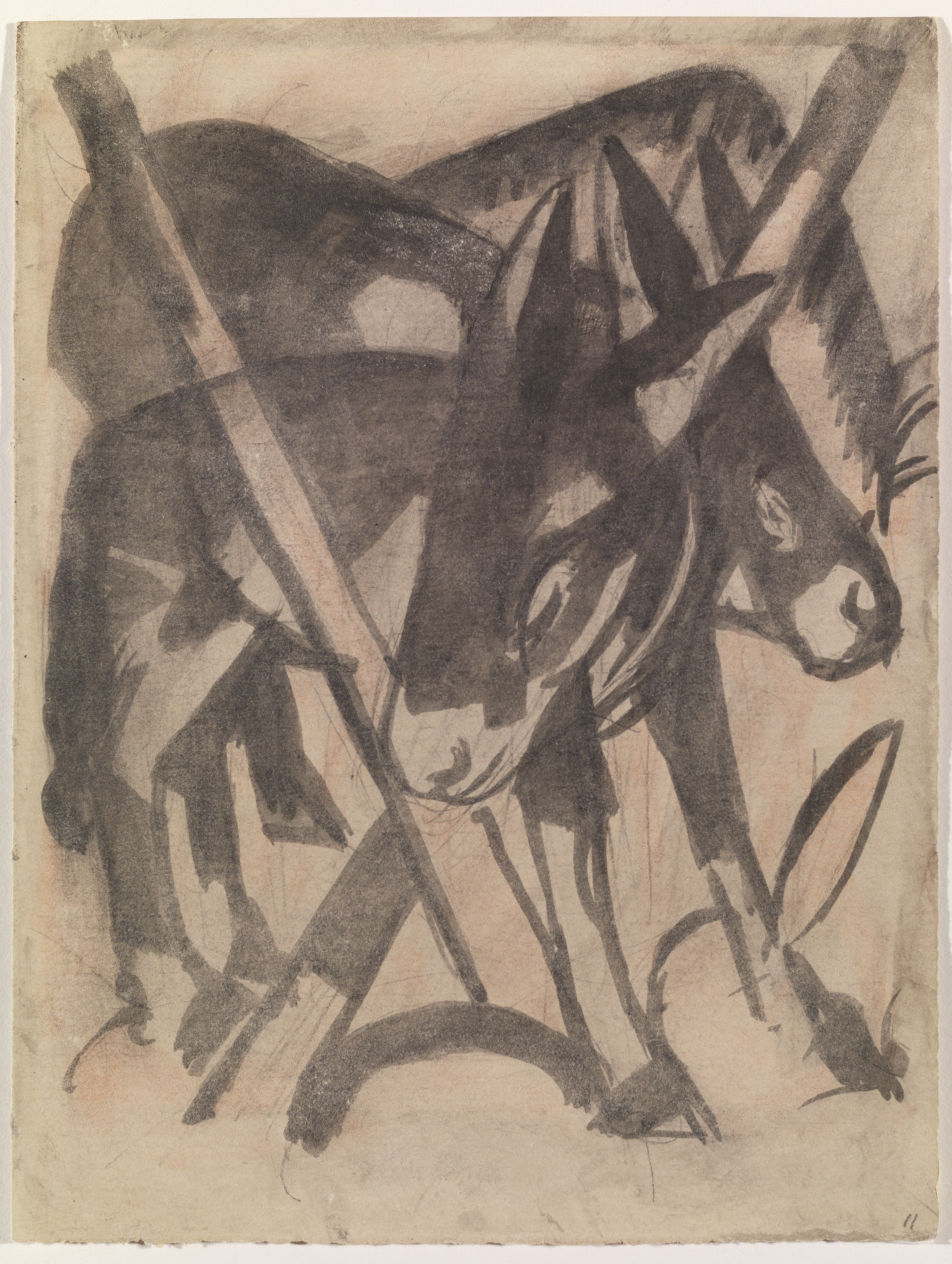
Zwei Esel, 1914, aquarelle, crayons de couleurs et crayon graphite sur papier (21,6 × 16,2 cm), musée Solomon R. Guggenheim (New York).
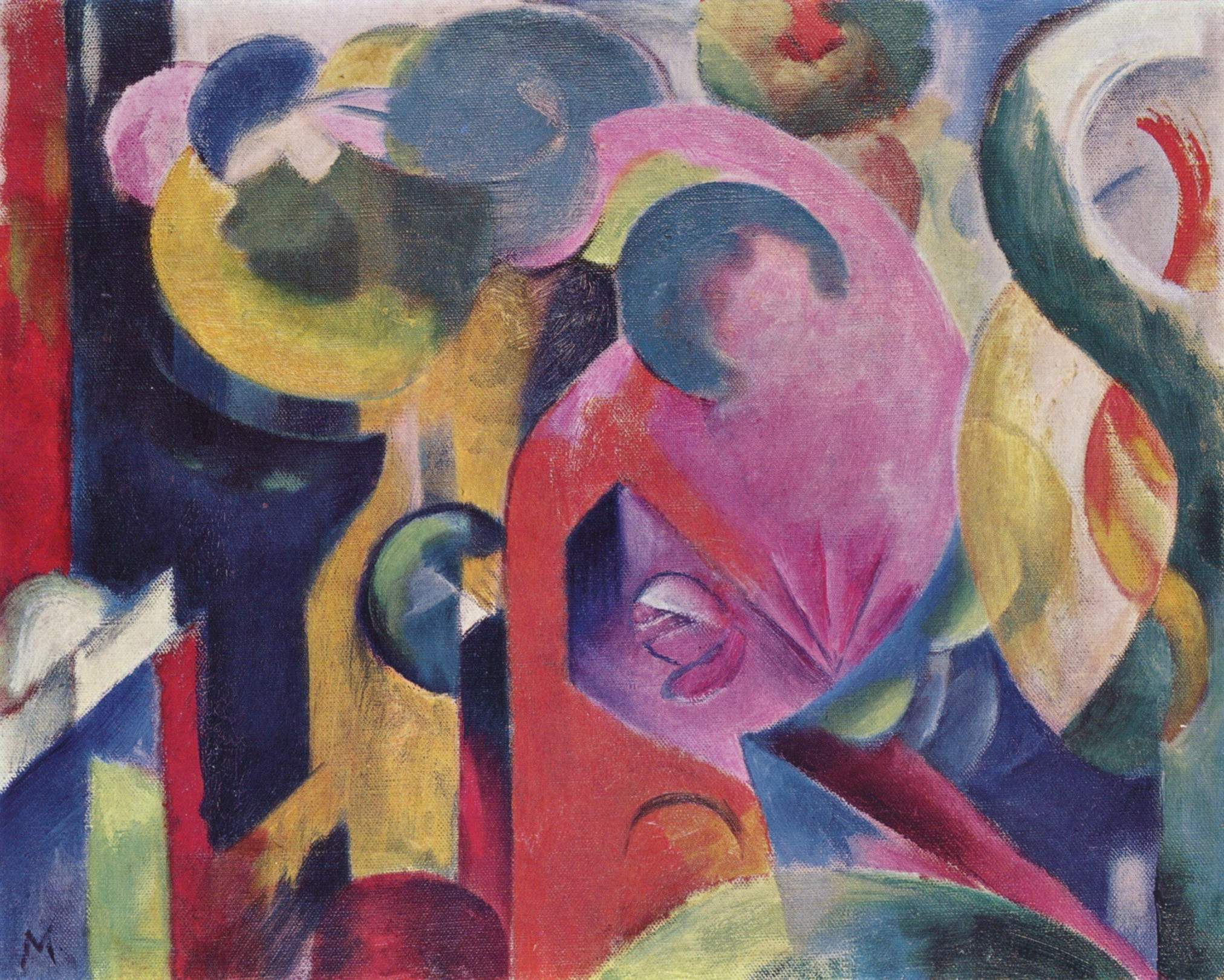
Komposition III (Composition III), 1914, huile sur toile (46 × 57 cm), musée Karl Ernst Osthaus (Hagen).
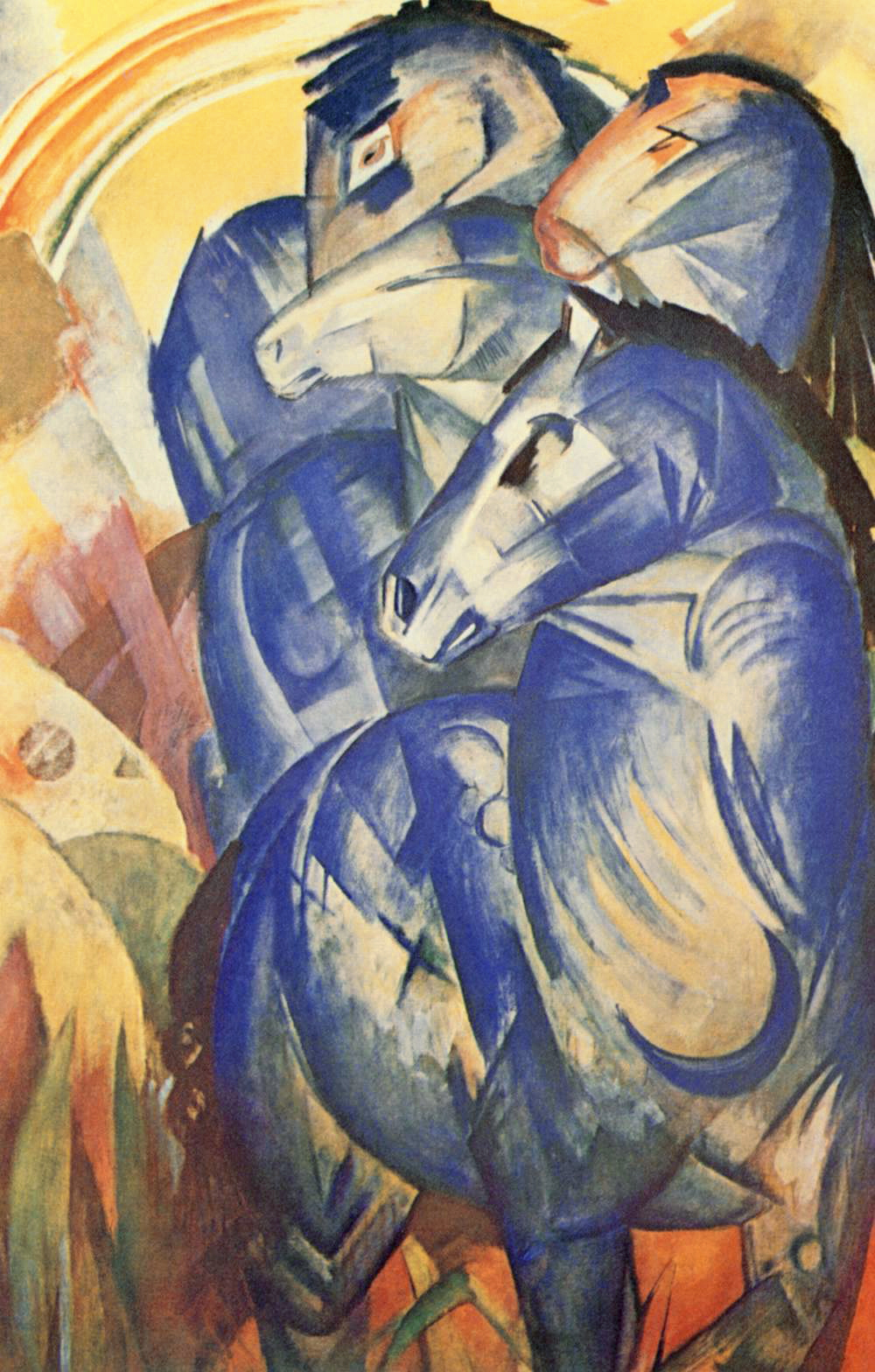
La tour des chevaux bleus, 1913, gouache sur papier, 14 x 9cm, Munich

### Écrits
- Franz Marc et Vassily Kandinsky, L'Almanach du "Blaue Reiter" (Le Cavalier bleu), Editions Klincksieck, 1987 (1re éd. 1981) (ISBN 2-252-02567-0)
- Franz Marc (trad. de l'allemand), Lettres du front, Paris, Fourbis, 1996, 205 p. (ISBN 2-907374-98-2)
- Franz Marc, Écrits et correspondances, Paris, École nationale supérieure des beaux-arts, coll. « Ecrits d'artistes », 2006, 515 p. (ISBN 2-84056-214-6)[15],[16]

## Distinctions

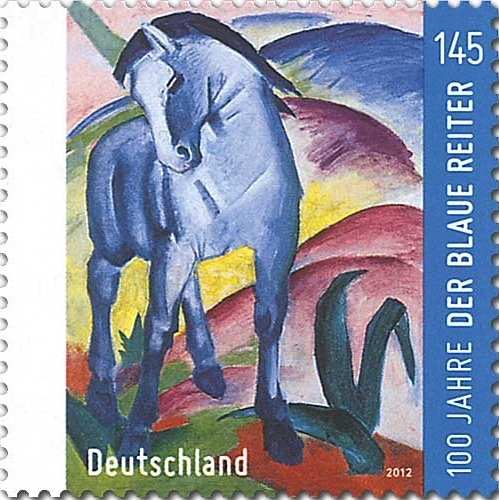
Timbre allemand de 2012 : Cheval bleu I.

Plusieurs villes allemandes ont des rues Marc : Fulda, Hambourg, Wolfsbourg, Oldenbourg, Puchheim, Vechta, Elmshorn, Heidelberg, Kochel am See, Cologne, Leverkusen, Sindelsdorf et Munich. La Deutsche Bundespost a édité le 15 février 1974 un timbre d'une valeur de 30 pfennigs reproduisant le tableau Roten Rehen.
Le Ruhmeshalle de Munich expose un buste de Marc.
Le 13 octobre 2000, un astéroïde découvert en 1991 a été nommée en son honneur : (15282) Franzmarc.
Une plaque lui est dédiée sur la façade de la mairie de Braquis en 2016, une deuxième en 2017 là où il tombé, à la sortie du village. 
La Deutsche Post a émis le 9 février 2012 un timbre d'une valeur faciale de 145 centimes d'euros.
En 2014, à l'occasion du 100e anniversaire de la mort d'August Macke, le Kunstmuseum Bonn a ouvert l'exposition « August Macke et Franz Marc. Une amitié artistique ». Elle présente pour la première fois les quelque 200 tableaux qui concernent la relation artistique entre les deux peintres.

## Franz Marc sur le marché de l'art
En février 2008, le tableau Chevaux dans l'herbe III a été vendu au prix record de 16,5 millions d'euros chez Sotheby's à Londres, soit le double du prix estimé. L'acheteur est resté anonyme.
En juin 2009, un des derniers tableaux expressionnistes de Franz Marc, Chevaux sautant, également de 1910, a atteint 4,4 millions d'euros chez Christie’s, soit légèrement moins que le prix estimé.